# Peter & Gordon sing and play the hits of Nashville Tennessee
Peter & Gordon sing and play the hits of Nashville Tennessee is een studioalbum van Peter & Gordon. Het Britse duo Peter Asher en Gordon Waller weken uit naar Verenigde Staten. In het Verenigd Koninkrijk was hun populariteit tanende, de hitparades werden overheerst door dat andere duo: (John Lennon en Paul McCartney. P&G namen in Nashville (Tennessee) een aantal Amerikaanse hits op, ooit gemaakt in de (toenmalige) muziekstad van de Verenigde Staten. Het uitstapje hadden ze net zo goed niet kunnen maken, het album flopte gigantisch. Het werd alleen in de VS uitgebracht, maar verkocht daar nauwelijks. Een gebrek aan singles was daar misschien debet aan.  
De muziekproducent was Ken Nelson, ook verantwoordelijk voor albums van Buck Owens en The Buckaneers, waarvan drie nummers op het album verschenen.

## Muziek
| Nr. | Titel                                                     | Duur |
| --- | --------------------------------------------------------- | ---- |
| 1.  | I’ve got a tiger by the tail (Harlan Howard, Buck Owens)  | 2:15 |
| 2.  | Sweet dreams (Don Gibson)                                 | 2:42 |
| 3.  | Before you go (Buck Owens)                                | 2;13 |
| 4.  | Please help, I’m falling (Don Robertson)                  | 2:33 |
| 5.  | Im so lonesome I could cry (Hank Williams)                | 2:59 |
| 6.  | The race is on (Don Rollins)                              | 2:12 |
| 7.  | My heart skips a beat (Buck Owens)                        | 2:16 |
| 8.  | Lonely street (Carl Belew, Kenny Sowder, W.S. Stephenson) | 2:24 |
| 9.  | Send me the pillow you dream on (Hank Locklin)            | 2:50 |
| 10. | I forgot more than you'll ever know (Cecil Null)          | 2:55 |
| 11. | Memphis, Tennessee (Chuck Berry)                          | 2:40 |